# 1179
1179（千百七十九、せんひゃくななじゅうきゅう）は自然数、また整数において、1178の次で1180の前の数である。

## 性質
- 1179 は合成数であり、約数は1, 3, 9, 131, 393, 1179である。
  - 約数の和は1716。
- 3つの素数の平方和5通りで表せる最小の数である。次は1419。
  - 2019 = 72 + 132 + 312 = 72 + 172 + 292 = 112 + 232 + 232 = 132 + 132 + 292 = 172 + 192 + 232
  - 3つの素数の平方和 n 通りで表せる最小の数とみたとき1つ前の4通りは699、次の6通りは2019。(オンライン整数列大辞典の数列 A214512)
  - 1179 = 172 + 192 + 232
    - 3連続素数の平方和で表せる7番目の数である。1つ前は819、次は1731。
- 各位の和が18になる58番目の数である。1つ前は1098、次は1188。

## その他 1179 に関連すること
- MBSラジオの周波数は、1179kHz。
  - 「U.K. BEAT FLYER 1179」は、深夜番組。
  - 「特集1179」は、終了した報道番組。
- Felony 11-79 - この名前でランナバウトは日本国外で知られていました。